# 夏氏白蚁属
夏氏白蚁属（学名：Xiaitermes）为白蚁科的一个属。

## 下属物种
本属包括以下物种：
- 天台夏氏白蚁 Xiaitermes tiantaiensis He & Gao, 1994
- 鄞县夏氏白蚁 Xiaitermes yinxianensis He & Gao, 1994